# Sosnivka, Hadeaci
Sosnivka (în ucraineană Соснівка) este o comună în raionul Hadeaci, regiunea Poltava, Ucraina, formată numai din satul de reședință.

## Demografie
Componența lingvistică a comunei Sosnivka
     Ucraineană (97,75%)
     Rusă (1,89%)
     Alte limbi (0,36%)
Conform recensământului din 2001, majoritatea populației comunei Sosnivka era vorbitoare de ucraineană (97,75%), existând în minoritate și vorbitori de rusă (1,89%).